# Saison 2010 des Tigers de Détroit
La saison 2010 des Tigers de Détroit est la 110e saison en ligue majeure pour cette franchise. Les Tigers terminent à la troisième place de la Division centrale de la Ligue américaine.

## Intersaison

### Arrivées
- Phil Coke et Austin Jackson, acquis des Yankees de New York[1] le 9 décembre 2009.
- Le stoppeur José Valverde signe un contrat de 2 ans et une année d'option le 19 janvier[2].
- L'agent libre Johnny Damon, ancien des Yankees de New York, signe un contrat d'un an, officiel le 22 février[3].

### Départs
- Devenu agent libre, Placido Polanco signe avec les Phillies de Philadelphie[4] le 3 décembre 2009.
- Curtis Granderson, échangé aux Yankees de New York[1] le 9 décembre 2009.
- Edwin Jackson, échangé aux Diamondbacks de l'Arizona[1] le 9 décembre 2009.
- L'agent libre Brandon Lyon signe avec les Astros de Houston[5].
- Mis en ballottage par les Tigers, le lanceur de relève Freddy Dolsi est recruté par les White Sox de Chicago le 18 décembre 2009[6].
- Le lanceur de relève Fernando Rodney, devenu agent libre, signe pour deux ans avec les Angels de Los Angeles le 24 décembre 2009[7].
- Le lanceur Nate Robertson est échangé le 30 mars aux Marlins de la Floride pour le lanceur Jay Voss[8].

### Prolongations de contrats
-

### Grapefruit League
36 rencontres de préparation sont programmées du 2 mars au 3 avril à l'occasion de cet entraînement de printemps 2010 des Tigers.
Avec 18 victoires et 12 défaites, les Tigers terminent 2e de la Grapefruit League et enregistrent la 3e performance des clubs de la Ligue américaine.

## Saison régulière

### Classement
| Ligue américaine (Division Centrale) | V  | D  | %    | GB |
| ------------------------------------ | -- | -- | ---- | -- |
| Twins du Minnesota                   | 94 | 68 | .580 | -  |
| White Sox de Chicago                 | 88 | 74 | .543 | 6  |
| Tigers de Détroit                    | 81 | 81 | .500 | 13 |
| Indians de Cleveland                 | 69 | 93 | .426 | 25 |
| Royals de Kansas City                | 67 | 95 | .414 | 27 |

### Résultats
| Légende             | Légende            | Légende       |
| victoire des Tigers | défaite des Tigers | match reporté |
| ------------------- | ------------------ | ------------- |

#### Juillet
Le 28 juillet 2010, l'arrêt-court Jhonny Peralta est acquis des Indians de Cleveland en retour du lanceur gaucher des ligues mineures Giovanni Soto.

## Draft
Les Tigers ayant abandonné aux Astros de Houston leur possibilité d'effectuer un choix lors du premier tour de sélection, il faut se rapporter au supplément du premier tour pour trouver les joueurs recrutés par la franchise de Détroit. Nick Castellanos (3B) en provenance de la Archbishop Edward A. McCarthy High School est le 44e choix de cette draft ; le lanceur droitier Chance Ruffin (Texas Longhorns) est le 48e choix. Voir Draft MLB 2010.

## Affiliations en ligues mineures
| Niveau         | Equipe                  | Ligue                | Manager         | Vic. | Déf. | Classement                |
| -------------- | ----------------------- | -------------------- | --------------- | ---- | ---- | ------------------------- |
| AAA            | Toledo Mud Hens         | International League | Larry Parrish   | 70   | 73   | 4e de la Division est     |
| AA             | Erie SeaWolves          | Eastern League       | Phil Nevin      | 66   | 76   | 6e de la Division ouest   |
| Advanced A     | Lakeland Flying Tigers  | Florida State League | Andy Barkett    | 71   | 67   | 4e de la Division nord    |
| A              | West Michigan Whitecaps | Midwest League       | Joe Depastino   | 62   | 77   | 5e de la Division est     |
| Short Season A | Connecticut Tigers      | New York-Penn League | Howie Bushong   | 38   | 37   | 2e de la Division Stedler |
| Rookie         | GCL Tigers              | Gulf Coast League    | Basilio Cabrera | 30   | 28   | 3e de la Division nord    |